# Бон (фінанси)
Бо́н, бони (лат. bonus — добрий, хороший) — документи, які видає особа або установа на право одержання пред'явником певної суми грошей або інших цінностей:
- короткотермінові боргові зобов'язання держави, муніципальних органів і приватних фірм. Це кредитні документи у формі цінних паперів, за якими їх власник може отримати певну суму грошей чи інші цінності. Казначейські бони — вид середньо- та довготривалих державних зобов'язань. Бони державної скарбниці — те саме, що казначейські бони.
- жетони, тимчасові металеві або паперові гроші, які випускаються місцевою владою, закладами чи підприємствами. Слугують ордером на оплату послуг або на отримання товарів, пожертв, перепусток на збори, а також розпізнавальним і контрольним знаком. До бонів відносяться жетони ігрових закладів і метро. До монетоподібних пам'ятних жетонів варто відносити різні, в тому числі і офіційно випущені державою, випуски, які призначені лише для колекціонування і не мають аналогів серед монет, які випущені для обігу.
- тимчасові паперові гроші малого номіналу, що випускаються в обіг для забезпечення потреби в розмінних грошах. Див. також: марка (бона).
- паперові гроші, що вийшли з обігу і стали предметом колекціонування. Див. також: Боністика.

## В Білорусі
В 18-20 ст. в грошовому обігу Білорусі були також платіжні бони, які випускали в обіг приватники і кооперативи як внутрішню кредитну валюту. Металеві бони виготовлялись з міді, латуні, бронзи, нікелю, свинцю, цинку, олова, алюмінію і сплавів двох металів, а також з інших дешевих матеріалів. Форма металевих бонів була різноманітна. На металевих бонах можна зустріти спеціально виготовлені отвори і над чекани. Паперові бони відрізнялись від державних грошей гіршою якістю паперу і поліграфії.
Перші бони в Білорусі були виявлені в 18 ст. в приватному господарстві князів Радзивілів в городі Несвіж. Не виключено, що приватні бони практикувались і раніше. Це могли бути і державні монети з надчеканками. Приватні особи і кооперативи продавали свій товар за бони. Бонами могли отримувати частину зарплатні і отоварювати їх лише в лавках і магазинах, з якими була домовленість. Зустрічаються бони з іменами приватних осіб. Відомі 5 копійок із білого металу з написом «Брати Лозинські. Слонім». Відомі бони часів повстання 1863–1864 — їх випускали адміністрації помість, торгові фірми, каси релігійних общин. В часи Першої світової війни в Білорусі в обігу були бони німецьких військ. Відомі алюмінієві бони номіналом 50 грошей з написом «Монета шкільна». В військових частинах, які стояли на території Західної Білорусі з 1920 по 1939 роки в грошовому обігу були бони.

## В імперській Росії
Восени 1914 року, незабаром після вступу Росії в Першу світову війну, розпочалась агонія грошової системи країни і величезні військові витрати змусили уряд піти на випуск незабезпеченої золотом паперової грошової маси, обмін асигнацій на золото поступово припинився. Це призвело до обвалу національної валюти: в 1916 році рубль кредитними білетами коштував всього 6 копійок золотом. Монети зникли з обігу, в 1915 році для розміну паперових грошей були випущені обмінні білети, вони ж розмінні знаки. Навіть на поштових марках тих років є напис про те, що вони приймаються до оплати нарівні з мідними і срібними монетами. На лицьовій стороні так званої «Романовської серії» поштові марки мали малюнки з зображеннями російських царів, а на звороті мали написи: "Має ходіння нарівні з мідною монетою "(для номіналів 1, 2, 3 коп.) і «Має ходіння нарівні з розмінною срібною монетою» (для номіналів 10, 15 і 20 коп.). Як знаки поштової оплати марки-гроші використовувалися мало, тому погашення на конвертах зустрічаються рідко. Ці марки на звороті не мали клею і були віддруковані на дуже щільному папері та мали перфорацію. На відомих фальсифікатах цих марок-грошей виконаний таким же шрифтом напис на звороті: «Має ходіння нарівні з пограбуванням і обманом правителів».

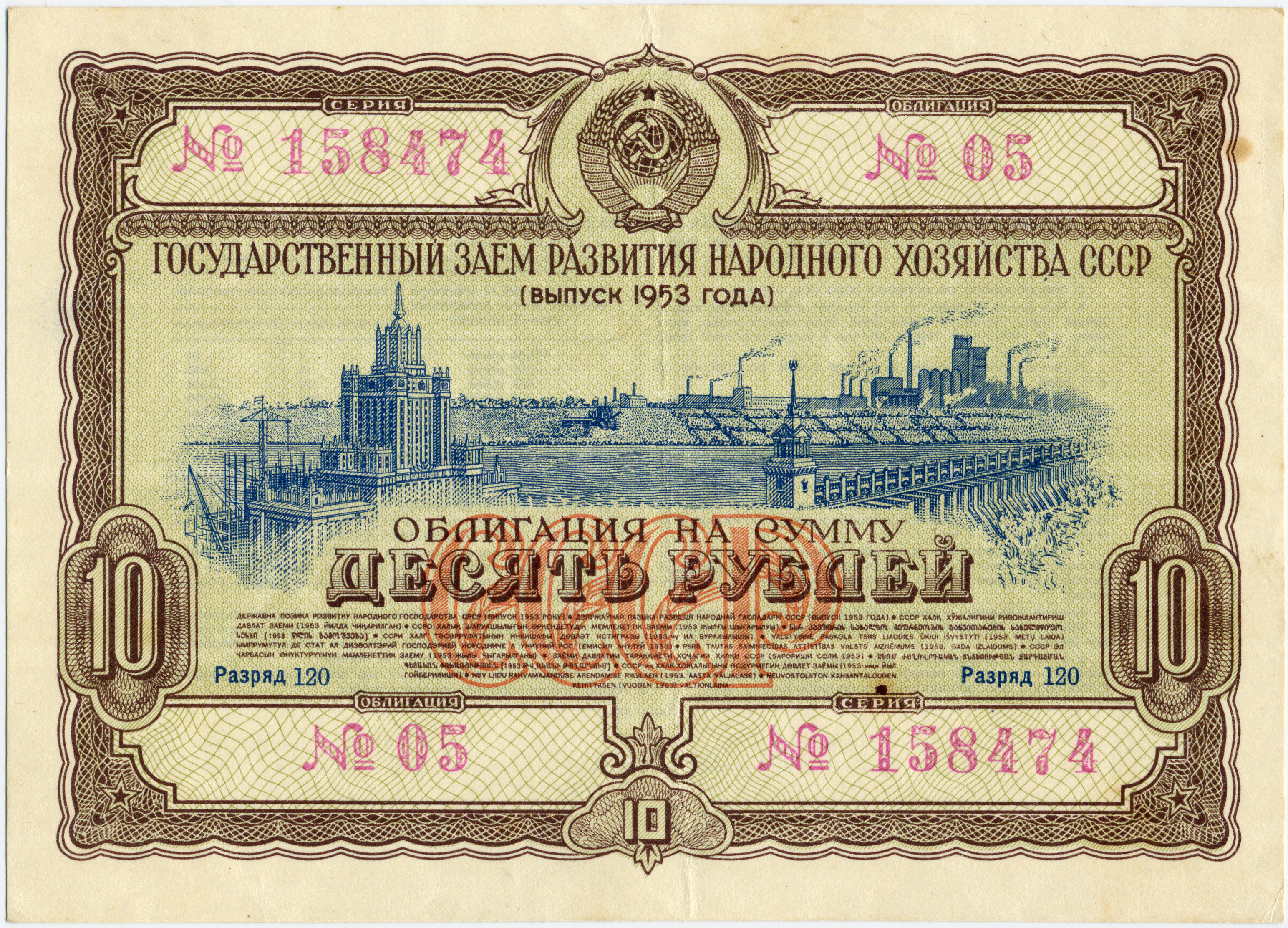
Облігація Державної позики розвитку народного господарства СРСР. 1953, аверс

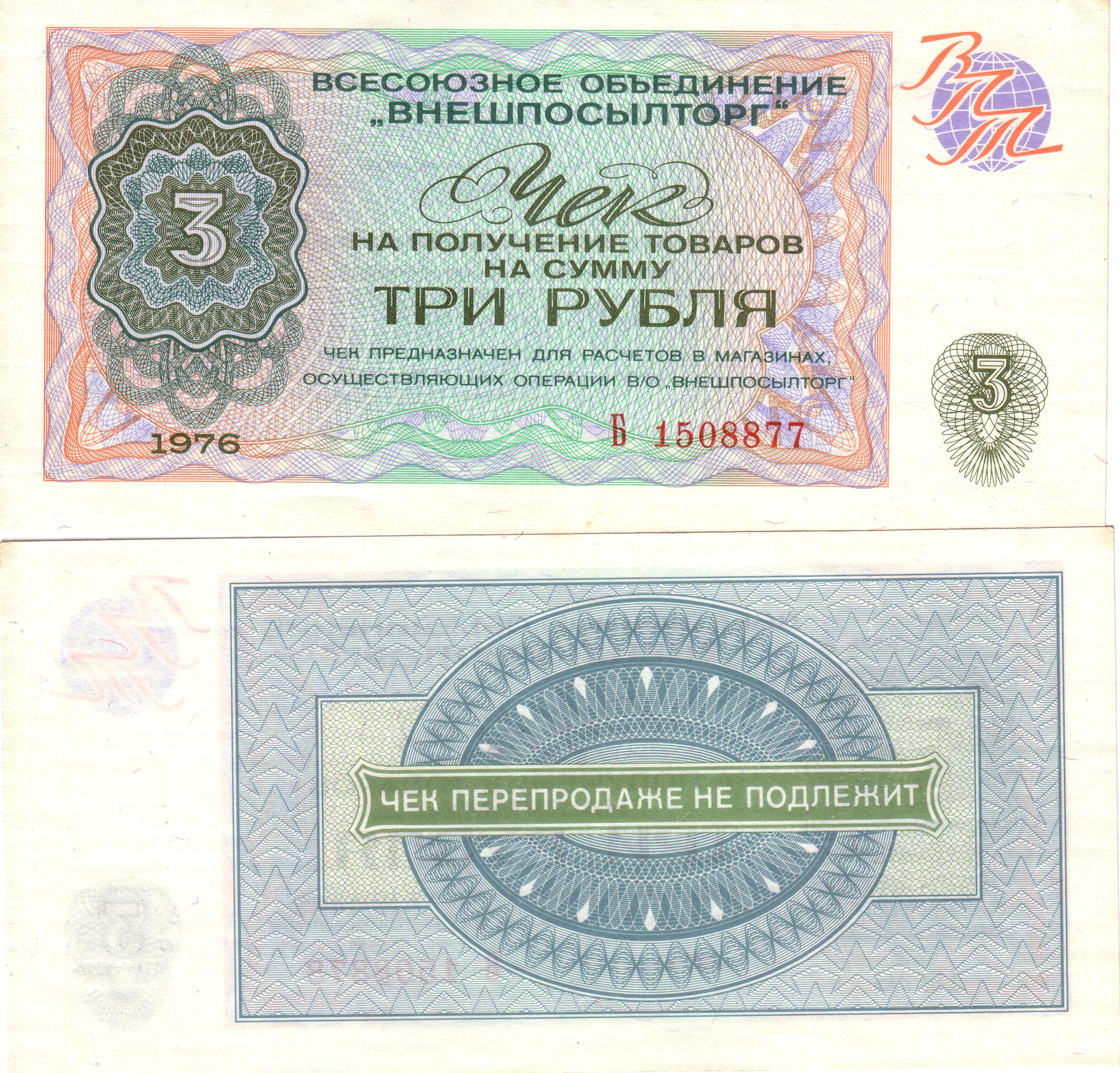
Валютний чек «Внєшпосилторга» на 3 рубля, 1976 рік — (раніше «сертифікати» та «бони») — «паралельна валюта», разом із чеками «Внешторгбанка» що існувала в СРСР у 1964—1988 роках. Випускалися тільки у вигляді банкнот. Даний чек використовувався в мережі валютних магазинів «Бєрьозка»

## В Україні
По революції 1917 р., коли в Росії не стало царської влади, Росія правно і механічно розпалась на окремі народи, які сполучала в цілісність царська корона. Як не стало царя з його владою Україна стала ні під ким і, по юридичному праву restittio in integrum, вернулася в своє переддоговірне становище 1654 р., тобто стала самостійною Українською республіканською Державою. Узурпований царем від українського народу суверенітет вернувся до українського народу 28 лютого 1917 р. Українська Центральна Рада випускала бони. Емітентами недержавних випусків бон можна виступали, насамперед, населені пункти. Першим містом на території України, яке у XX ст. випустило свої бони, був Львів. Від 11 вересня 1914 р., згідно з ухвалою ради міста, було запроваджено бони номіналом одна крона.
Після здобуття незалежності України згідно з Постановою Верховної Ради «Про концепцію роздержавлення і приватизації підприємств, землі та житлового фонду» від 31 жовтня 1991, земельні бони мали бути документом, що посвідчують безоплатну приватизацію землі (аналогічно до житлових чеків та майнових сертифікатів).

## В післяцарський період
До грошової реформи 1922—24 бони як грошові зобов'язання випускались деякими установами і організаціями. В період 22-24 років в Росії випускалось багато бон урядових, «самоуправлінських», приватних. Невеликим прикладом є: паперові «асигнації» добровільних білих армій; в Північній Росії, окупованій англійцями в обороті були купюри з написом, що 1 фунт стерлінгів рівний 40 рублям по курсу і що обмін проходить без обмежень; грошами генерала Юденича талінська кондитерська фабрика обклеювала коробки цукерок; «локальні» марки Західної Армії Овалова-Бермондта; читинський міський випуск атамана Г. М. Семенова (гроші для Бурятсько-монгольської республіки); тимчасове правління Керенського; Денікінські купюри, на яких печатались дискредитуючі більшовиків написи і малюнки (типу: «гроші для дураків»; малюнки дулі з віршами і ін.), згодом перетворені більшовиками в продовольчі талони; банкноти Бухарської республіки; Хорезмські шовковки (друкувались на шовковій тканині, оскільки був брак паперу і надлишок шовку); полтіннік м. Лібави; банкноти Генерала Хорвата; японські банкноти окупованого Причорномор'я; на території Якутії як гроші ходили винні етикетки на зворотній стороні яких від руки виписувався номінал, відповідальний комісар ставив свій підпис і закріплював печаткою; в Примор'ї на рівні з єнами ходили ордери сільськогосподарських складів.
В 1931—1936 рока в СРСР діяли спеціалізовані державні установи СССР — «торгзіни», які займалися золотовалютними спекулятивними операціями з метою викачати у населення дорогоцінності. Населенню в обмін на дорогоцінні метали і камені видавались спеціальні бони, за які населення купувало в цих торгсинах винятково хліб, борошно, крупу, цукор, сіль, відмовляючись від промислових товарів.

### «Арктикуголь»

Монетний бон Арктикуголь 100 рублів 1993 року. Реверс

У 1946 р за замовленням тресту «Арктикуголь» Міністерства вугільної промисловості СРСР Ленінградський монетний двір випустив металеві бони, призначені для обігу в радянських торговельних підприємствах за кордоном. Бони повинні були виконувати функцію розмінних грошей в замкнутій сфері обігу, в якій діяли паперові «Талони на право отримання товарів в магазинах рудників треста „Арктиквуголь“ на острові Шпіцберген». Малюнок сторін бон всіх номіналів однаковий. На лицевій стороні по окружності напис «Острів Шпіцберген», в центрі дата чеканки «1946» і під нею зірка. На зворотній стороні в центрі — цифра номіналу, під нею горизонтально розташоване слово «копеек» і поверху напівокружністю назва тресту «Арктикуголь». Бони номіналом в 10 і 15 коп. відчеканені з алюмінієвої бронзи, 20 і 50 копійок — із сплаву білого кольору. Гурт — рубчатий.